# Erophylla
Erophylla là một chi động vật có vú trong họ Dơi mũi lá, bộ Dơi. Chi này được Miller miêu tả năm 1906. Loài điển hình của chi này là Phyllonycteris bombifrons Miller, 1899.

## Hình ảnh

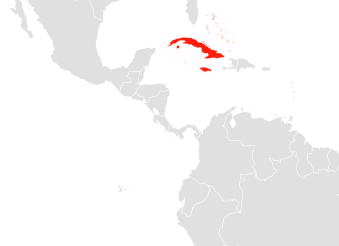

## Các loài
Chi này gồm các loài: